# Port autonome de Nouvelle-Calédonie
Le port autonome de Nouvelle-Calédonie est un organisme chargé de gérer le port situé sur la presqu'île de Nouville, à côté du centre-ville de Nouméa. 

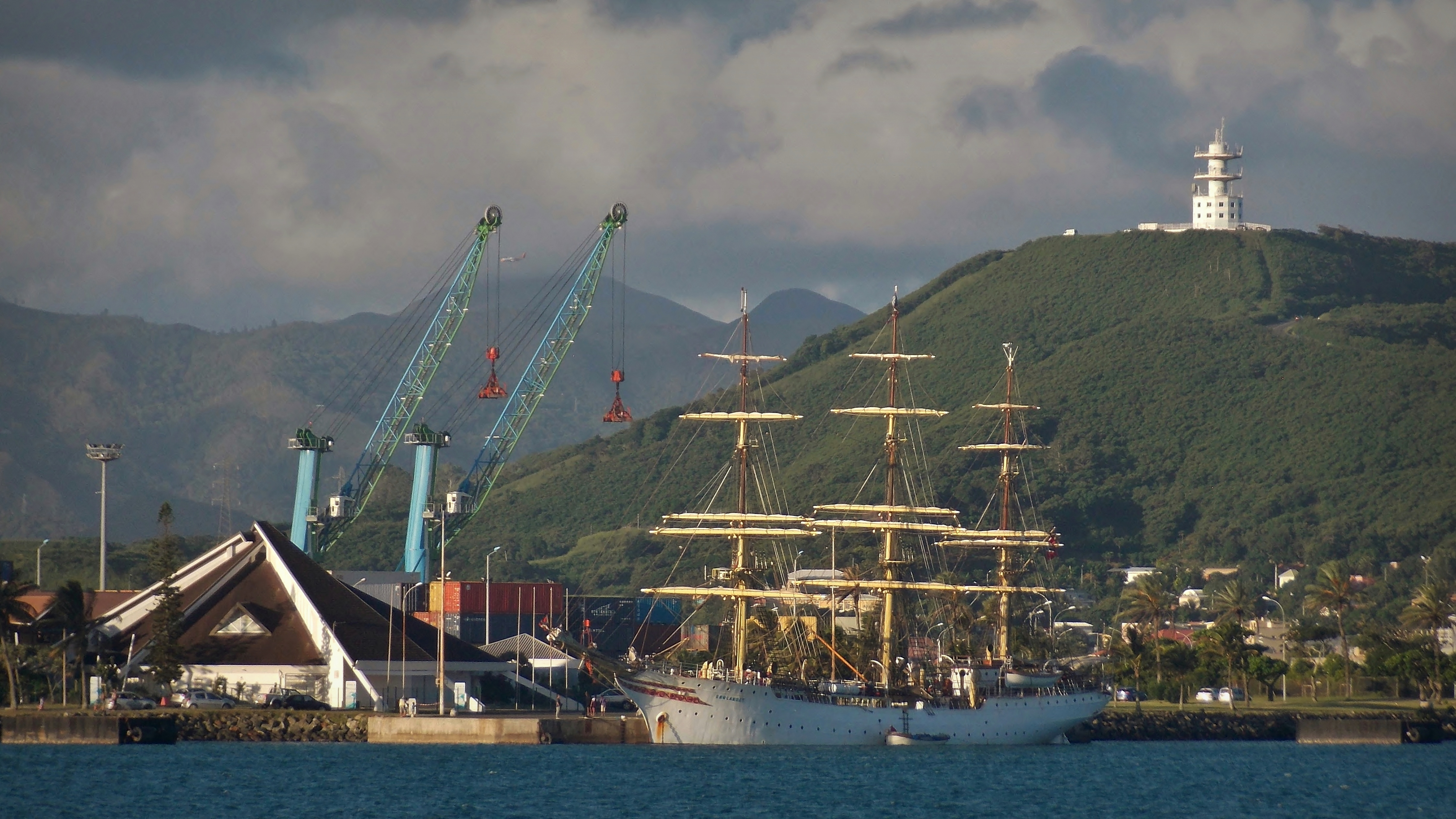
Le port autonome à Nouméa, avec vue sur le Musée d'histoire maritime et le navire-école norvégien Sørlandet lors de sa tournée dans le Pacifique en 2016.

Ce port est utilisé pour le transport et l'échange de marchandises par bateaux. On y trouve aussi de multiples secteurs ouvriers dans le domaine du bâtiment et de l'innovation marine. C'est là aussi ou se situe la chambre des métiers ou on peut venir régulièrement observer diverses expositions artisanales.
Le port représente 97 % des importations de marchandises (contre 3 % pour l'aérien). Il peut accueillir des navires de 250 m.